# Споменица на рат 1913. године
Споменица на рат 1913. године или Споменица Српско-Бугарског рата 1913. је било одликовање Краљевине Србије и Краљевине Југославије. Споменица је установљена 25. новембра 1913. у спомен на Други балкански рат у ком је Србија победила. Споменица је додељена свима који су учествовали и својим деловањем допринели ратном напору. По установљењу додељено је више од 400 хиљада примерака овог одликовања.
Формално није познато ко је аутор пројекта споменице, али се претпоставља да је то био уметник Ђорђе Чарапић. Споменица је изгледом представљала извесну осветничку алузију на споменицу на рат са Бугарском из 1885-86. године који је Србија изгубила. Законом је била предвиђена и додела повеља, али због убрзог избијања Првог светског рата ово није реализовано и није позната ни једна повеља која је додељена уз споменицу. Прва, највећа серија споменица, је израђена у швајцарској фирми „Браћа Игенин”, док је друга, мања серија споменица израђена у париској радионици „Артус Бертранд”.
Споменица је део скупине српских одличја основаних током ратних 1912. и 1913, намењених награђивању храбрости, ревносне службе и милосрђа, те пригодних споменица.

## Историја
Избијањем балканских ратова (1912—1913) покренуто је у Србији питање система споменица и ратних одликовања за храброст и ревносну службу. При том је постојећи систем, заснован још у ратовима 1876—78, обновљен.
Други балкански рат се водио јула месеца 1913. године, између дојучерашњих савезника из Првог балканског рата — Србије, Црне Горе и Грчке на једној и Бугарске на другој страни. Предмет раздора је био простор Македоније. И пре него што су се у рат против Бугарске укључиле Румунија и Турска, рат је био одлучен и Бугарска је поражена. Букурешким миром Бугарска је изгубила велики део територија освојених у Првом балканском рату, Србија, Грчка и Румунија су заокружиле своје територије, а Турска је повратила део територија на европском тлу изгубљених у Првом балканском рату.
Уредбом краља Петар I Карађорђевића од 25. новембра 1913. установљена је Споменица на рат из 1913. године,, а у сећање на кратак али победоносни Други балкански рат против Бугарске. Уредбом је било предвиђено и додељивање повеље, но као и код повеље за Споменицу на рат из 1912, до реализације није дошло. Како истичу истраживачи Павел Цар и Томислав Мухић, с обзиром на масовност споменице готово да није могуће да не би било сачуваних примерака припадајућих повеља. Истраживачи Љубомир Стевовић и Коста Кнежевић наводе да до израде повеља никад није дошло због убрзог избијања Првог светског рата.
Вероватни аутор пројекта Споменице на рат 1913. био је уметник Ђорђе Чарапић Фусек, који је у свом досијеу, који се чува у Војном архиву у Београду, навео да је, између осталих пројеката српских и југословенских одликовања, Споменица на рат 1913. његов пројекат.

### Историја употребе
Споменица је додељена свим активним и резервним официрима, подофицирима, капларима, редовима, војним обвезницима и војним чиновницима свих позива народне војске и Последње Одбране који су учествовали у рату и на службама у позадини. Такође, додељена је свим министрима, затим официрима, подофицирима и редовима Војске Краљевине Црне Горе ангажованим на бојишту, те свим лицима која су била на служби у болницама или на било којој другој дужности на бојишту или позадини.
Попис одликованих особа су водиле надлежне команде и установе, а за споменицу није наплаћивана такса. Одликовање је након смрти носиоца остајало на чување породици.
Према подацима нумизматичара Леонарда Форера (en) из 1923, прва серија споменице је израђена у тиражу од 500,000 комада. Како истичу Цар и Мухић, овај податак би, као и у случају броја испоручених споменица „Освећено Косово”, требало узети са резервом, тј. двојица истраживача претпостављају да је овај податак претеран и да се можда односи на укупан број испоручених споменица, а не само на прву серију. Према наводима Стевовића и Кнежевића пак, ова споменица је, као и споменица из Првог балканског рата, искована у тиражу од 430,000 комада, и то зато што није било демобилизације између балканских ратова, а овај податак одговара цифри од 402.000 мобилисаних војника и тридесетак хиљада небораца.
- Галерија неких од носилаца споменице на рат 1913.
- Наредник Српске војске Наталија Бјелајац са споменицом на рат 1913. на грудима.
- Непознати грађанин пригодом светковине истиче одликовања. На одећи су истакнуте две споменице из оба балканска рата и Медаља добром стрелцу.[25]
- Непознати капетан I класе, фотографија из раздобља пре почетка Првог светског рата. Капетан, поред Медаље за војничке врлине на орденској нисци истиче споменицу „Освећено Косово” и споменицу на рат 1913. те Златну и Сребрну медаљу за ревносну службу, ван орденске ниске;[26]
- Генерал Душан Стефановић, носилац споменице на рат 1913., приказане на његовој орденској нисци;

## Изглед
Споменица на рат 1913. израђена је у облику топовског крста (de), од позлаћене бронзе, пречника 42 милиметра, идентична споменици на рат из 1885. године. Кракови крста су гранулирани и обрубљени издигнутим полираним рубом. Дужина кракова је 23 милиметра, а ширина кракова је 8 милиметара у ужем делу крака и 18 милиметара у ширем делу крака крста. У пресеку кракова крста се налази округли медаљон са монограмом краља Петра  — „П I”, са хералдичком краљевском круном изнад монограма, у аверсу, те ратном годином „1913” у реверсу медаљона.
Трака споменице је израђена по угледу на споменицу из 1885—86., само инверзно замењених боја. Према одредби Уредбе о установљењу одличја, трака о којој се споменица носила је требала да буде широка 35 милиметара, но у пракси ширина траке је износила 28 и 40 милиметара. Споменица се истицала на левој страни груди.
Као напоменуто, споменица је израђена од позлаћене бронзе. За потребе Двора биле су иначе исковане и четири примерка споменице у злату. Постојане су и минијатуре овог одличја.
Споменица на рат 1913. својим изгледом је на известан начин представљала осветничку алузију на споменицу изгубљеног рата са Бугарском 1885—86. године. Уместо суморног црног гвожђа — полирана позлаћена бронза, уместо жалосне црне са уском црвеном ивицом, трака споменице од 1913. је тријумфална црвена, са уском црном ивицом, а све у складу са популарном паролом балканских ратова — „За Косово — Куманово, за Сливницу — Брегалницу”, у духу које је Чарапић и дизајнирао споменицу.

## Израда и набавка
Основну серију споменице је, као и споменицу „Освећено Косово”, израдила швајцарска радионица „Браће Игенин” (етимолошки: Huguenin Freres) из Ле Локла. Израдом споменице се, осим радионице „Браће Игенин” која је израдила најраширенији модел споменице, бавила и париска радионица „Артус Бертранд” (етим. Arthus—Bertrand).
Димензије ове серије споменице су нешто мањих димензија у односу на серију швајцарске радионице, изнад описане, и са незнатним разликама у детаљима — благо конвексна површина кракова крста у односу на споменицу прве серије, финије гранулације површине кракова, а површине монограма, слова и рубова споменице су јаче полиране. Ушица је попречна, израђена од жице, а врпца широка 40 милиметара, сложена у троугао.
Осим споменутих, израђена је и серија споменица кованих од сребра, у калупу карактеристичном за радионицу „Игенин”. Оваква израда није одговарала одредбама законског текста, а нису познати ни разлози због којих су израђиване овакве споменице.
Испоруком споменице се бавила радионица гравера Мише Голдштајна из Београда.

## Положај у важносном реду одликовања
Формирањем Краљевине Југославије, систем одликовања нове државе се није битније мењао, јер је новоформирана краљевина у целости преузела систем одликовања Краљевине Србије онаквим какав је затечен на крају Првог светског рата. Систем одликовања Краљевине Србије и Краљевине Југославије је био утемељен „Законом о орденима и медаљама“ од 23/26. јануара 1883, више пута измењиваног допуњаваног.
Споменица српско-бугарског рата 1913. године се, према наводу Канцеларије ордена од 1931. године, налазила на 50. месту у важносном реду одликовања Краљевине Југославије, а на другом месту у међусобном рангу споменица објављеном 1935. године — испред Споменице рата за Ослобођење и Уједињење 1914—1918. Ранг медаља и споменица није имао никакву правну важност, већ је само одређивао место ношења одликовања на грудима. Табеларни приказ положаја Споменице на рат из 1913. године је дат испод:
| 1.  | Кнеза Лазара                                           |
| 2.  | Кара-Ђорђева Звезда са мачевима I                      |
| 3.  | Кара-Ђорђева Звезда без мачева I                       |
| 4.  | Кара-Ђорђева Звезда са мачевима II                     |
| 5.  | Кара-Ђорђева Звезда без мачева II                      |
| 6.  | Бели Орао са мачевима I                                |
| 7.  | Бели Орао без мачева I                                 |
| 8.  | Кара-Ђорђева Звезда са мачевима III                    |
| 9.  | Кара-Ђорђева Звезда без мачева III                     |
| 10. | Бели Орао са мачевима II                               |
| 11. | Бели Орао без мачева II                                |
| 12. | Југословенска Круна I                                  |
| 13. | Свети Сава I                                           |
| 14. | Кара-Ђорђева Звезда са мачевима IV                     |
| 15. | Кара-Ђорђева Звезда без мачева IV                      |
| 16. | Бели Орао са мачевима III                              |
| 17. | Бели Орао без мачева III                               |
| 18. | Југословенска Круна II                                 |
| 19. | Свети Сава II                                          |
| 20. | Бели Орао са мачевима IV                               |
| 21. | Бели Орао без мачева IV                                |
| 22. | Југословенска Круна III                                |
| 23. | Свети Сава III                                         |
| 24. | Бели Орао са мачевима V                                |
| 25. | Бели Орао без мачева V                                 |
| 26. | Југословенска Круна IV                                 |
| 27. | Свети Сава IV                                          |
| 28. | Југословенска Круна V                                  |
| 29. | Свети Сава V                                           |
| 30. | Златна Војничка Кара-Ђорђева Звезда са мачевима        |
| 31. | Сребрна Војничка Кара-Ђорђева Звезда са мачевима.      |
| 32. | Златна медаља за храброст.                             |
| 33. | Сребрна медаља за храброст.                            |
| 34. | Медаља Краља Петра .                                   |
| 35. | Албанска споменица.                                    |
| 36. | Медаља за Војничке врлине.                             |
| 37. | Златна медаља за Ревносну службу.                      |
| 38. | Сребрна медаља за Ревносну службу.                     |
| 39. | Златна медаља за Грађанске заслуге.                    |
| 40. | Сребрна медаља за Грађанске заслуге.                   |
| 41. | Златна медаља за унапређење пољопривреде               |
| 42. | Сребрна медаља за унапређење пољопривреде              |
| 43. | Бронзана медаља за унапређење пољопривреде             |
| 44. | Крст Милосрђа Женски и Мушки.                          |
| 45. | Медаља за Услуге Краљевом Дому                         |
| 46. | Црвени Крст                                            |
| 47. | Сребрна Медаља Црвеног Крста                           |
| 48. | Бронзана Медаља Црвеног Крста                          |
| 49. | Споменица Српско-Турског Рата 1912 год.                |
| 50. | Споменица Српско-Бугарског Рата 1913 год.              |
| 51. | Споменица Рата за Ослобођење и Уједињење 1914.-1918 г. |

| 1. | Споменица Српско-Турског рата 1912. год.            |
| 2. | Споменица Српско-Бугарског рата 1913. год.          |
| 3. | Споменица рата за Ослобођење и Уједињење 1914—1918. |

## Галерија
- Лице споменице на рат 1913. из збирке одликовања САНУ;[27]
- Наличје споменице на рат 1913. из збирке одликовања САНУ;[27]
- Лице споменице на рат 1885-86 и трака о којој се носила.
- Наличје споменице на рат 1885-86.
- Орденска ниска председника лесковачке општине Михајла Бабамилкића и споменица на рат 1913. године на њој, Народни музеј Лесковац; Фотографија од јануара 2023. године;
- Фрак и ордење Михајла Бабамилкића, Народни музеј Лесковац; јануар 2023. године;
- Одликовања и орденска грана официра Радована Мишића, Народни музеј у Ваљеву, фотографија од 22. јануара 2022; Међу одликовањима је и Споменица на рат 1913. године.
- Споменица на рат 1913. официра Радована Мишића, Народни музеј у Ваљеву.
- Минијатура Споменице на рат 1913. на орденском ланчићу. Изнад је Орден белог орла. Народни музеј у Чачку, јануар 2021. године;
- Изглед Споменице на рат 1913. у публикацији „”[44] — издатој 1936. године у Београду од Управе за заштиту индустријске својине Министарства трговине и индустрије, а сачињене за потребу паришке Конвенције за заштиту индустријске својине.[45][46]
- Монограм краља Петра I Карађорђевића какав је објављен у Службеном војном листу од 1903. године, а за ношење на официрским кокардама и другде где је прописано.[47]
- Споменице на рат 1913. године, приказане једна у аверсу, друга у реверсу, збирка Народног музеја у Ваљеву; Фотографија од јануара 2022. године;
- Споменица на рат 1913. међу одликовањима на орденској грани, Народни музеј у Чачку, јануар 2021. године;
- Споменица на рат 1913. у збирци одликовања Завичајног музеја у Јагодини (горњи десни угао). Фотографија од октобра 2021. године;
- Споменице на рат из 1913. године међу другим одликовањима у збирци Народног музеја Крушевац; Фотографија од јула 2022. године;
- Споменица на рат на орденској нисци, Народни музеј Крушевац; јул 2022. године;

### Књиге и каталози
- Ацовић, Драгомир М. (2008). Хералдика и Срби. Београд: Завод за уџбенике. ISBN 978-86-17-15093-6.  152135692  152135692
- Ацовић, Драгомир (2013). Слава и част: одликовања међу Србима: Срби међу одликовањима. Београд: Службени гласник. ISBN 978-86-519-1750-2.  200069388  200069388
- Ацовић, Драгомир (2019). Шест векова одликовања међу Србима. Београд: Политика, (Београд : Политика). ISBN 978-86-7607-149-4.  279618316  279618316
- Gaj-Popović, Dobrila; Subotić, Irina (1981). Medalje i plakete : Medalje i plakete iz zbirke Narodnog muzeja i dela savremenih skulptora. Beograd: Narodni muzej : Srpsko numizmatičko društvo, ([Beograd] : "Slobodan Jović").  3151879  3151879
- Grbovi, zastave, drugi državni amblemi i zvanični znaci Kraljevine Jugoslavije ; Les armoiries, drapeaux et autres emblèmes d'etat, poinçons officiels de contrôle et de garantie du Royaume de Yougoslavie (PDF). Beograd: Ministarstvo trgovine i industrije — Uprava za zaštitu industrijske svojine. 1936.  1024031914
- Димитријевић, Вукадин (1998). Одликовања и војне ознаке Србије и Југославије. Ниш: Удружење грађана "Стари Ниш" : Нумизматичко друштво "Медијана" : Клуб војске Југославије, (Ниш : Просвета).  141659655  141659655
- Закони и уредбе о орденима и медаљама : са свима изменама и допунама од 1883-1935. г. / прикупио и средио Драгољуб В. Јеремић. Београд: Канцеларија краљевских ордена, (Београд : "Ђура Јакшић"). 1935.  87903495
- Јовановић Чешка, Тијана (2018). Ђорђе Ј. Чарапић - Георг J. Фусек : живот и дело : 1876-1941. Београд: Историјски музеј Србије, (Београд : Типографик плус). ISBN 978-86-82925-95-8.  272312588  272312588
- Каталог одликовања Републике Србије, војних спомен-медаља и војних споменица / [приређивачи Слађан Ристић ... [и др.]] (PDF). Београд: Медија центар Одбрана, (Београд : Војна штампарија). 2016. ISBN 978-86-335-0448-5.  224513036
- Лазаревић, Петар (1929). „Споменица српско-бугарског рата 1913” (PDF). у Народна енциклопедија српско-хрватско-словеначка. Књ. 4, С - Ш (PDF). Загреб: Библиографски завод, (Загреб : Народне новине). стр. 301.  50676231  48381447  812312  50676231
- Народна енциклопедија српско-хрватско-словеначка. Књ. 4, С - Ш (PDF). Загреб: Библиографски завод, (Загреб : Заклада Тискаре Народних новина). 1929.  50676231  48381447  812312  50676231
- Николић, Десанка (1971). Наша одликовања до 1941 : из колекције Војног музеја у Београду. Београд: Војни музеј, (Београд : Просвета).  108440839
- Пилетић, Милана (1987). Одликовања југословенских народа XIX и прве половине XX века (до 1941) из збирке Војног музеја у Београду. Београд: Војни музеј, (Београд : БИГЗ).  61075724  137522433  61075724
- Prister, Boris (1984). Odlikovanja, Katalog muzejskih zbirki XXI. Zagreb: Povijesni muzej Hrvatske.  2397536
- Prister, Boris (2000). Odlikovanja iz zbirke dr. Veljka Malinara: Odlikovanja Crne Gore, Srbije, Kraljevine SHS (Kraljevine Jugoslavije) i Socijalističke Jugoslavije. Dio 3. Zagreb: Hrvatski povijesni muzej. ISBN 9536046202.
- Romanoff, Dimitri (1996). The Orders, Medals and History of the Kingdoms of Serbia and Yugoslavia (на језику: енглески). Balkan Heritage. ISBN 8798126733.
- Тодоровић, Нада (1964). Југословенске и иностране медаље. Београд: Народни музеј, (Београд : Привредни преглед).  512253592
- Филиповић, Мирјана; Поповић, Марко (1979). Ордење и медаље Србије и Црне Горе : збирка Марка Поповића. Београд: Музеј града Београда, Манакова кућа, (Београд : Радиша Тимотић).  1024156593  36025863
- Forrer, Leonard (1923). Biographical Dictionary of Medallists, vol. 7 [Supplement, A-L] (на језику: енглески). London: Spink & son Limited.
- Car, Pavel; Muhić, Tomislav (2009). Odlikovanja Srbije i Jugoslavije : od 1859. do 1941. Wien: Militaria. ISBN 978-3-902526-28-1.  430956
- Švajncer, Janez (1978). Odlikovanja in znaki na Slovenskem (на језику: словеначки). Maribor: Pokrajinski muzej Maribor.

### Часописи
- Knežević, Kosta Đ. (2004). „Đorđe J. Čarapić, sekretar Kancelarije kraljevskih ordena, 1908—1935”. Orden : faleristički časopis Srpskog numizmatičkog društva Beograd. Beograd: [Srpsko numizmatičko društvo], (Beograd : Pangraf) (4): 37—40.  112253196
- Mandić, Ranko (2005). „Ratne spomenice”. Orden : faleristički časopis Srpskog numizmatičkog društva Beograd. Beograd: [Srpsko numizmatičko društvo], (Beograd : Pangraf) (5): 6.  112253196
- „Преглед општег и међусобног ранга краљевских ордена, медаља и споменица : табела од 1. јануара 1931. године”. Архив : часопис Архива Југославије. Београд: Архив Југославије, (Београд : Јанус). 3 (3): 153—155. 2002. ISSN 1450-9733. Архивирано из оригинала 20. 08. 2022. г. Приступљено 14. 11. 2021.  1024587149  167385863  167385863
- Ранковић, Живојин (1939). „Југословенска одликовања”. Београдске општинске новине : часопис за комунално-социјални, привредни и културни живот Београда. Београд: [Општина Београдска]. LVII (6—7 : Јуни — Јули 1939 године): 329—338. ISSN 2334-7740.  22061324
- Стевовић, Љубомир С.; Кнежевић, Коста Ђ. (2013). „Српске ратне споменице 1878—1918.” (PDF). Весник. Београд: Војни музеј, Београд (40): 109—132. ISSN 0067-5660.  41168903  41168903
- Stojanović, M. (2002). „Izrađivači naših odlikovanja — Braća Huguenin”. Orden : faleristički časopis Srpskog numizmatičkog društva Beograd. Beograd: [Srpsko numizmatičko društvo], (Beograd : Pangraf) (2): 35—37.  112253196
- Stolica, Radomir (2003). „Medalja za revnosnu službu : ili najstarija srpska odlikovanja dodeljivana pripadnicima vojske i licima građanskog i duhovnog reda”. Orden : faleristički časopis Srpskog numizmatičkog društva Beograd. Beograd: [Srpsko numizmatičko društvo], (Beograd : Pangraf) (3): 24—27.  112253196

### Новине
- „Ми ПЕТАР I по милости Божјој и вољи народној Краљ Србије : На основу члана 5. закона о орденима и медаљама, установљавамо: СПОМЕНИЦУ на рат 1913. године.”. Српске новине. LXXX (262). У Београду: Краљевско српска државна штампарија. 29. новембра — петак — 1913. стр. 1. ISSN 2683-5045. Проверите вредност парамет(а)ра за датум: |date= (помоћ)  49119239
- „Монограм Њ. В. Краља Петра I како да се носи : ФАБр. 166”. Службени војни лист. XXIII. У Београду: Војно министарство, Опште војно одељење, (Београд : Штампарска радионица војног министарства). 3. 6. 1903. стр. 463. ISSN 2334-6655.  36679692